# Brasão de Joinville

Brasão de Joinville

O brasão de Joinville,  de composição de Afonso d'Escragnolle Taunay, é composto por um escudo redondo português, esquartelado e encimado por uma coroa mural. No escudo principal, sobrepõe-se, no centro, um escudete sobre os quartéis.
A coroa mural apresenta riqueza em formato português, simbolizando a Sagrada Escritura e o bordão de peregrino de São Francisco Xavier, lembrando a ação evangelizadora desse santo missionário escolhido para patrono da cidade de Joinville. A esse conjunto sobrepõe-se a maiúscula romana "I" que traduz o "Vai" com que Santo Inácio de Loyola mandou que São Francisco Xavier fosse servir nas missões do Oriente.
No primeiro quartel estão gravadas as armas do Brasil Império, criadas em 18 de setembro de 1822, por D. Pedro I.
No segundo quartel consta o emblema usado pelo Príncipe de Joinville, membro destacado da Casa de Orléans e marido de D. Francisca de Bragança, filha de D. Pedro I.
No terceiro quartel registra-se a cruz helvética (da Suíça) e o leão norueguês, símbolos extraídos das armas daqueles países.
No quarto quartel está a cruz de Oldemburgo e a águia da Prússia, recordando, como no quartel anterior, a procedência dos imigrantes que fundaram a Colônia Dona Francisca, atual Joinville.
O escudete central reproduz a constelação do Cruzeiro do Sul.
Suportam o escudo, nas laterais, ramos de cana-de-açúcar e de arroz, em referência às lavouras principais da cidade.
A divisa "MEA AUTEM BRASILIAE MAGNITUDO" significa "A MINHA GRANDEZA SE IDENTIFICA COM A GRANDEZA DO BRASIL".
A roda dentada ao centro lembra a transformação do centro agrícola em centro industrial.
O Brasão de Joinville foi aprovado em 1929, pela resolução Nº 433. Em 1937, o brasão foi abolido, de acordo com a Constituição Federal criada pelo Estado Novo de Vargas, que aboliu os símbolos e hinos estaduais e municipais. Em 1948, tal símbolo foi restaurado à sua condição durante a 1ª Legislatura da Câmara de Vereadores de Joinville. Em 1971, através da Lei Municipal nº 1173, de 22 de dezembro de 1971, o Brasão foi retificado.